# Nana Mizuki Live Museum x Universe
Albums de Nana Mizuki
Nana Mizuki Livedom -Birth- at Budokan
(2006) Live Formula at Saitama Super Arena
(2008)
Nana Mizuki Live Museum x Universe est la 8e vidéo musicale de la chanteuse et seiyū japonaise Nana Mizuki.

## Présentation
La vidéo sort au format DVD le 6 juin 2007 sous le label King Records. Le DVD atteint la 5e place du classement de l'Oricon et reste classé pendant cinq semaines.
Les deux premiers DVD contiennent le concert NANA MIZUKI LIVE MUSEUM filmé le 12 février 2007 au Yokohama Arena. Ils contiennent 27 pistes dont 14 sont issues de sa compilation The Museum, les autres viennent de ses précédents albums et de certains singles, Anone ~Mamimume☆Mogacho~ du single Omoi, Sore Demo Kimi wo Omoidesu Kara du single Innocent Starter, Hikari du single Super Generation et Suichuu no Aozora du single The Place of Happiness. Le 3e et 4e DVD intitulé NANA MIZUKI LIVE UNIVERSE 2006 ~summer~, contiennent une sélection de chansons venant de sa tournée d'été en 2006, il a été filmé le 29 juillet 2006 à Hibiya Yagai Ongakudo.

## Liste des titres
| 1.  | Tears' Night |  |
| 2.  | Transmigration 2007 (TRANSMIGRATION 2007)                                                                            |  |
| 3.  | Panorama (パノラマ-Panorama-)                                                                                        |  |
| 4.  | Nocturne -revision-                                                                                                  |  |
| 5.  | Miracle☆Flight (ミラクル☆フライト)                                                                                   |  |
| 6.  | Violetta |  |
| 7.  | Still in the Groove                                                                                                  |  |
| 8.  | Sore Demo Kimi wo Omoidesu Kara (それでも君を想い出すから)                                                           |  |
| 9.  | Hikari (光) |  |
| 10. | Suichuu no Aozora (水中の青空)                                                                                       |  |
| 11. | Justice to Believe (MUSEUM STYLE)                                                                                    |  |
| 12. | Eternal Blaze (ETERNAL BLAZE)                                                                                        |  |
| 13. | Medley : Super Generation/Aoi Iro/Anone ~Mamimume☆Mogacho~ (SUPER GENERATION/アオイイロ/アノネ～まみむめ☆もがちょ～) |  |
| 14. | Power Gate (POWER GATE)                                                                                              |  |

| 1.  | Heaven Knows                                      |  |
| 2.  | Crystal Letter                                    |  |
| 3.  | Secret Ambition (SECRET AMBITION)                 |  |
| 4.  | Suddenly ~Meguriaete~ (suddenly～巡り合えて～)    |  |
| 5.  | The Place of Happiness                            |  |
| 6.  | Wild Eyes (WILD EYES)                             |  |
| 7.  | Hitotsu Dake Chikaeru Nara (ひとつだけ誓えるなら) |  |
| 8.  | Zankou no Gaia (残光のガイア)                     |  |
| 9.  | New Sensation                                     |  |
| 10. | Protection (PROTECTION)                           |  |
| 11. | Omoi (想い)                                       |  |

| 1.  | Take a Shot                                       |  |
| 2.  | What cheer?                                       |  |
| 3.  | Late Summer Tale                                  |  |
| 4.  | Futari no Memory (二人のMemory)                   |  |
| 5.  | Naked Feels (NAKED FEELS)                         |  |
| 6.  | You have a dream                                  |  |
| 7.  | NANA Iro no You ni (NANA色のように)               |  |
| 8.  | Love Trippin'                                     |  |
| 9.  | Zankou no Gaia (残光のガイア)                     |  |
| 10. | Replay Machine -custom- (リプレイマシン-custom-)  |  |
| 11. | Eternal Blaze (ETERNAL BLAZE)                     |  |
| 12. | Kouga Ninpocho (甲賀忍法帖 (reprise de Onmyo-Za)) |  |

| 1.  | Primal Affection (PRIMAL AFFECTION)                        |  |
| 2.  | Faith                                                      |  |
| 3.  | Inside of dream                                            |  |
| 4.  | Super Generation (SUPER GENERATION)                        |  |
| 5.  | Power Gate (POWER GATE)                                    |  |
| 6.  | Miracle☆Flight (ミラクル☆フライト)                         |  |
| 7.  | Hoshizora to Tsuki to Hanabi no Shita (星空と月と花火の下) |  |
| 8.  | Innocent Starter                                           |  |
| 9.  | Rush&Dash! (RUSH & DASH!)                                  |  |
| 10. | Live Universe Making Movie (LIVE UNIVERSE MAKING MOVIE)    |  |
| 11. | Live Museum Making Movie (LIVE MUSEUM MAKING MOVIE)        |  |